# Тяньцзиньский зоопарк
Тяньцзиньский зоопарк расположен в Нанькае (район Тяньцзиня), как южная часть Тяньцзиньского аквапарка. Зоопарк покрывает площадь, равную 0,5377 км²  (132,87 акра). Строительство началось в 1975 году и было закончено 1 января 1980 года. На данный момент в зоопарке содержится около 3000 животных 200 видов. 
Зоопарк разделён на следующие части: обезьяны, медведи, львы, панды, певчие птицы, слоны, гиппопотамы, носороги и амфибии.